# Juan y Medio
Juan José Bautista Martín, más conocido como Juan y Medio (Lúcar, Almería, 15 de diciembre de 1962) es un empresario, humorista, presentador y actor español.

## Biografía
Nació en Lúcar, Almería y vive actualmente en Sevilla. Estudió en el colegio de La Salle en Burgos, y en el colegio Fundación Caldeiro en Madrid, y se licenció en Sociología y en Derecho en la Universidad de Alcalá. Ejerció la abogacía durante un tiempo.
Estuvo trabajando para Luz Casal y Hombres G, y poco después comenzó su debut televisivo como gancho de Inocente, inocente. 

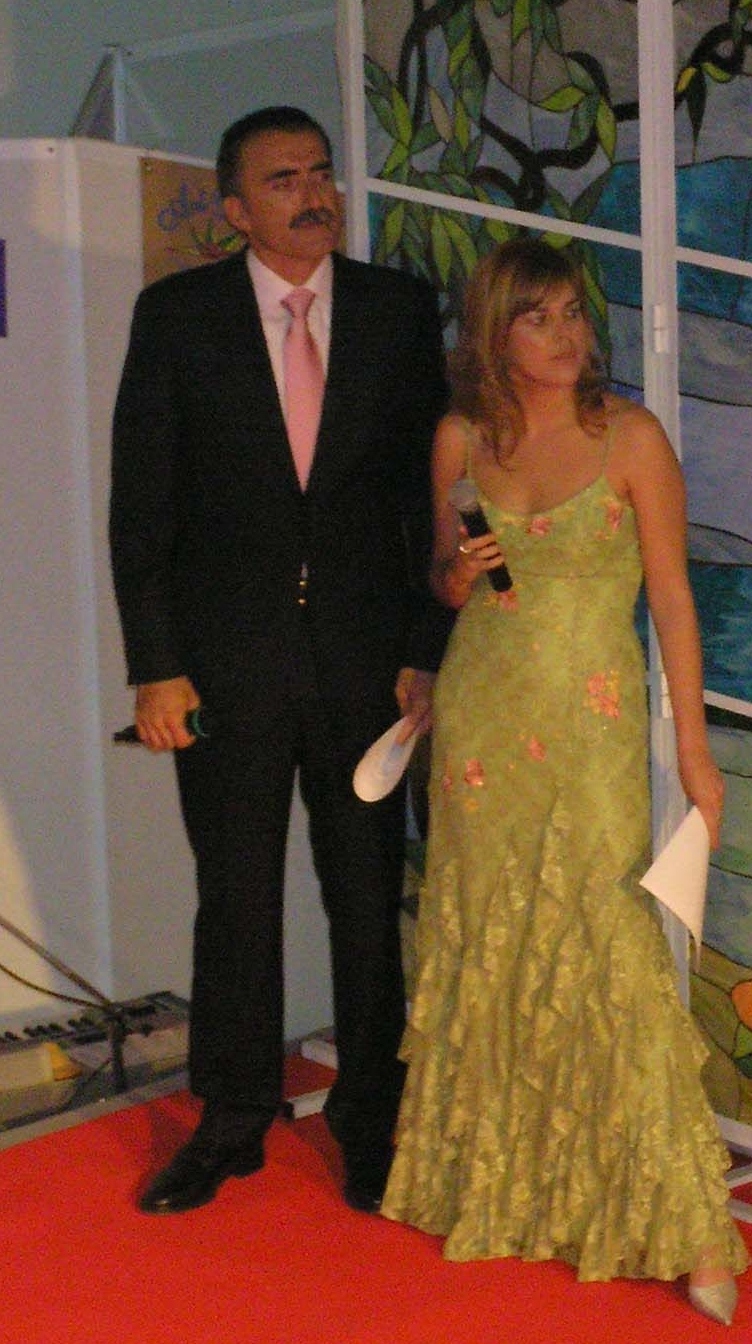
Presentando

Por otro lado, presentó programas como: Vaya nochecita, Aquí no hay quien duerma, Fiebre del domingo noche, Más madera, Vídeos, vídeos, Tu gran día, Un siglo de canciones y El bus. 
Incluso ha hecho teatro, Triple salto mortal, y monólogos de El club de la comedia. Además ha presentado gran cantidad de galas.
Como actor, ha participado en varias películas: El niño invisible, Locos por el cine, Suspiros de España (y Portugal), El día de la bestia, Operación Gónada, Trileros, Jaa me maten y Un rey en La Habana, o la aparición en la serie de internet Malviviendo. En 2002, presentó un pilot por una versión española de Shafted.
De 2003 a 2006 presentó en Canal Sur Televisión, Punto y Medio, siendo sustituido desde julio de 2006 por Consuelo Berlanga y posteriormente desde septiembre por Alicia Senovilla, al abandonar la cadena. 
Para la misma cadena condujo Menuda noche, formato que estuvo en la parrilla durante 15 temporadas, desde 2004 hasta 2019 -(con un breve paréntesis de 15 meses, entre 2016 y 2017)-.
En septiembre de 2006, fichó por Antena 3, donde presentó varios programas de corta duración: 1 contra cien en 2006, en mayo de 2007 el espacio de debate Paranoia semanal, y en 2008 el docu-reality Aeropuertos: Hello, Goodbye.
Paralelamente, en la misma cadena, el 19 de octubre de 2007, estrenó el talk show de testimonios Diario y Medio, inicialmente emitido como versión de los viernes del programa El diario de Patricia.
Tras la marcha de Patricia Gaztañaga de este último, en julio de 2008, Diario y Medio pasó a emitirse de forma diaria en su lugar hasta agosto de 2008, y en 2009 presentó el espacio Pánico en el plató.
Desde agosto de 2009 posee una productora llamada Indalo y Media, que es la encargada de la elaboración de varios programas, como La tarde, aquí y ahora, que presenta desde septiembre de 2009 en Canal Sur Televisión.
En septiembre de 2016, presentó simultáneamente en Antena 3 el programa de citas y encuentros El amor está en el aire, y en La 1, Poder canijo, un programa sobre educación.
En septiembre de 2017, Juan y Medio recorta la falda de Eva Ruiz Martín, copresentadora de su programa La tarde, aquí y ahora en directo y entre risas, en lo que fue una escenificación previamente pactada por ambos; por este hecho, cuatro días después recibe acusaciones de machismo a través de Twitter y el Consejo Audiovisual de Andalucía abre expediente sancionador, que acaba sin sanción para el presentador.
En 2022 presentó el concurso musical Dúos Increíbles en La 1 de TVE.
En junio de 2025 se anunció su fichaje como investigador en Mask Singer: Adivina quién canta en Antena 3.

## Trayectoria en televisión

### Programas presentados en televisión
| Año                  | Programa                    | Cadena     | Notas       |
| -------------------- | --------------------------- | ---------- | ----------- |
| 1992-1996            | Inocente, inocente          | Telemadrid | Presentador |
| 1995                 | Vaya nochecita              | Telecinco  | Presentador |
| 1995-1996            | Aquí no hay quien duerma    | Telecinco  | Presentador |
| 1998                 | Inocente, inocente          | Telecinco  | Presentador |
| 1998                 | Más madera                  | Telecinco  | Presentador |
| 1998                 | Videos, videos              | Telecinco  | Presentador |
| 1999                 | Fiebre del domingo noche    | Telecinco  | Presentador |
| 1999                 | Cosas que importan          | Telecinco  | Presentador |
| 1999                 | Un siglo de canciones       | Canal Nou  | Presentador |
| 1999-2001            | In fraganti                 | TVE        | Presentador |
| 2000                 | Tu gran día                 | TVE        | Presentador |
| 2000                 | 2 mil canciones             | Telecinco  | Presentador |
| 2000                 | El bus (debates)            | Antena 3   | Presentador |
| 2002                 | La noche de los errores     | Antena 3   | Presentador |
| 2003-2006            | Punto y Medio               | Canal Sur  | Presentador |
| 2004-2016; 2017-2019 | Menuda noche                | Canal Sur  | Presentador |
| 2006-2007            | El precio justo             | Antena 3   | Presentador |
| 2006                 | 1 contra 100                | Antena 3   | Presentador |
| 2007                 | Paranoia semanal            | Antena 3   | Presentador |
| 2007-2008            | Diario y medio (viernes)    | Antena 3   | Presentador |
| 2008                 | Aeropuertos: Hello, Goodbye | Antena 3   | Presentador |
| 2009                 | Pánico en el plató          | Antena 3   | Presentador |
| 2009-presente        | La tarde, aquí y ahora      | Canal Sur  | Presentador |
| 2016                 | El amor está en el aire     | Antena 3   | Presentador |
| 2016                 | Poder canijo                | TVE        | Presentador |
| 2017                 | Mi casa es la tuya          | Telecinco  | Invitado    |
| 2021                 | Dos parejas y un destino    | TVE        | Presentador |
| 2022-presente        | Dúos Increíbles             | TVE        | Presentador |

### Galas presentadas en televisión
| Año                    | Programa                      | Cadena               |
| ---------------------- | ----------------------------- | -------------------- |
| 1997                   | Gala Inocente, Inocente       | Antena 3             |
| 1998                   | Gala Inocente, Inocente       | Telecinco            |
| 1999                   | Gala Inocente, Inocente       | Telecinco            |
| 2000                   | Gala Inocente, Inocente       | Telecinco            |
| 2001                   | Feliz 2002                    | Televisión Española  |
| 2002                   | Feliz 2003                    | Televisión Española  |
| 2002                   | Gala Inocente, Inocente       | Telecinco            |
| 2003                   | Gala Inocente, Inocente       | Antena 3             |
| 2006                   | Gala Inocente, Inocente       | Antena 3             |
| Gala de Andalucía 2006 | Canal Sur Televisión          |                      |
| 2007                   | Gala Inocente, Inocente       | Antena 3             |
| 2008                   | Gala de Andalucía 2008        | Canal Sur Televisión |
| 2009                   | Gala de Andalucía 2009        | Canal Sur Televisión |
| 2010                   | Gala Inocente, Inocente       | Antena 3             |
| 2011                   | Gala Inocente, Inocente       | Antena 3             |
| 2012                   | Gala Inocente, Inocente       | Televisión Española  |
| 2012                   | ¡Feliz 2013! momentos mágicos | Televisión Española  |
| 2013                   | Gala Inocente, Inocente       | Televisión Española  |
| 2013                   | ¡Feliz 2014!                  | Televisión Española  |
| 2014                   | Gala Inocente, Inocente       | Televisión Española  |
| 2015                   | Gala Inocente, Inocente       | Televisión Española  |
| 2016                   | Gala Inocente, Inocente       | Televisión Española  |
| 2017                   | Gala Inocente, Inocente       | Televisión Española  |
| 2018                   | Gala Inocente, Inocente       | Televisión Española  |
| 2019                   | Gala Inocente, Inocente       | Televisión Española  |
| 2019                   | Gala de Andalucía 2019        | Canal Sur Televisión |

| Feliz 2002 Artistas: Azúcar Moreno, Miguel Bosé, Marta Sánchez, Juan Pardo, Ana Belén y Víctor Manuel, Los del Río, Mónica Naranjo, Rosana, Rosario Flores, Carlos Vargas, Raya Real, Bertín Osborne, Carlos Baute, Los Chunguitos, Lolita, Los Caños, Dúo Dinámico, Francisco, Golden Apple Quarter, Tamara, Papá Levante, El Arrebato, Dyango, Camela, Atomic Kiten, Café Quijano, Alazán, Malú, La Oreja de Van Gogh, Los Chichos y Sonia y Selena
| Feliz 2003 Artistas: Montserrat Caballé, Rocío Jurado, María Jiménez, Miami Sound Machine, Patricia Manterola, David Civera, Marcos Llunas, Niña Pastori, Tess, Marta Sánchez, David Bustamante, Paulina Rubio, Miguel Bosé, Manu Tenorio, Gisela, Chenoa, Álex Ubago, Estopa, Azúcar Moreno, Rosana, Lucrecia, Natalia, Merche, Los del Río, Juan Camus, Fórmula Abierta, Javi Cantero, Juan Pardo, Alazán, Felipe Conde, Melody, Orquesta Caracas, Paloma San Basilio, Naím Thomas, Nuria Fergó, Carlos Vargas, Golden Apple Quarter, Ángel Garó, Manolo Royo y Pedro Miralles.
| Noche Menuda 2004 Artistas: Rosa López, Bertín Osborne, Las Chuches, Los Morancos, Natalia, Paco Gandía, Melody, Lolita, Merche, Carlos Vives, Ángel Garó, María del Monte, El Arrebato, Niña Pastori, Andy y Lucas, Manuel Carrasco, María Isabel, Arévalo, Los Rebujitos, David Bisbal, Los del Río, El Mani, Las Carlotas, Antonio Romero, Paz Padilla, Pepe Da Rosa Jr., El Barrio, Ecos del Rocío, Sylvia Pantoja, Josema Yuste, José Mercé, Chiquito de la Calzada, Hakim, Marta Sánchez, Las Soles, Esperanza Fernández, David Civera, Pedro Javier Hermosilla, Antonio Canales, Manuel Orta, Isabel Pantoja, Diana Navarro, Nuria Fergó, Pasión Vega, Pastora Soler, Malú, Cortés, Azúcar Moreno, Marta Quintero, David Bustamante, El Lebrijano, María Jiménez, Miguel Bosé, Los Delinquentes, Nek, Miguel Ríos, Carmen Flores, Pimpinela, Rocío Dúrcal, Raúl, Karina, La Puerta de los Sueños y Efecto Mariposa.
| Menudo 2005 Artistas: David Bisbal, Azúcar Moreno, Gisela, Carlos Baute, Sergio Dalma, Tamara, María Isabel, Isabel Pantoja, Bertín Osborne, Manuel Carrasco, Natalia, Álex Ubago, Camela y El Arrebato, Estopa, Carlos Vargas, Miguel Bosé, Siempre Así, Ainhoa Arteta, Andy y Lucas, David DeMaría, Luz Casal, Niña Pastori, María del Monte, Ramón, Marta Sánchez, Rosa López y Fangoria.
| Menudo 2006 Artistas: Amaral, Carlos Baute, David Bustamante, Cristian Castro, David Civera, Coti, Sergio Dalma, María del Monte, Manolo Escobar, Lolita, Francisco, Pimpinela, Los Pecos, Hugo Salazar, María Jiménez, Rocío Jurado, Merche, José Mercé, Rosario Mohedano, Antonio Orozco, Paz Padilla, Eros Ramazzotti, Raúl, Sergio Rivero, Santi Rodríguez, Orishas, Rosa López, Pastora Soler, Los Marismeños, Manu Sánchez, Mojinos Escozíos, Efecto Mariposa, Danza Invisible, Víctor Manuel, David Bisbal, Tijeritas y El Arrebato.
| Menudo 2007 Artistas: Estopa, Los del Río, El Arrebato, Pignoise, Il Divo, Amaral, Raya Real, Kiko y Shara, Fangoria, Ballet No guilty, Cómplices, Guaraná, El Consorcio, Dover, La Caja de Pandora, La Sonrisa de Julia, Nena Daconte, Macaco, Camela, Los Marismeños, Juan Muñoz, Ricky Martin, Lucie Silvas, Rod Stewart, Laura Pausini, Paulina Rubio, Julio Iglesias, Pasión Vega, Corinne Bailey, Melendi, Carlos Baute, Bertín Osborne, El Koala, Huecco, Rosario Mohedano, María Jiménez, Lolita, José Mota, Luis Fonsi, Antonio Orozco, Haze, Antonio Carmona, Álex Ubago, María Isabel, Litus, La Húngara, Javier Ojeda, David Civera, David Bisbal, Rosa López, David Bustamante, Chenoa, Edurne, Soraya Arnelas, Manuel Carrasco, Merche y Sergio Rivero.
| Menudo 2008 Artistas: Isabel Pantoja, Nek y El Sueño de Morfeo, Alexis Valdés, Hombres G, Chambao, Malú, La Quinta Estación, Chiquito de la Calzada, Chenoa, El Arrebato, Francisco, David Bisbal, Shaila Dúrcal, David Bustamante, Rober Bodegas, Antonio Carmona, Raymon, David Tavare, Jarabe de Palo, Raya Real, Toni Rodríguez, Laura Pausini, Innocence y Carlos Marín, Juanes, Conchita, La Unión, David Civera, Nuria Fergó, Mojinos Escozíos, Hanna, Kiko y Shara, Andy y Lucas, Bnk, Noa, Hugo Salazar, Marta Sánchez, Rbd, Diana Navarro, Dover, David DeMaría, Diego Martín, Tomas García, Belinda, Tamara, Camela, Carlos Vargas y Charo Reina, Los Vivancos, Moncho y Tati Román, Manuel Carrasco, Pignoise, Merche, Rosana, Greta, D'Nash, Pastora Soler, Efecto Mariposa, Edurne, Saratoga, Banghra, Rayandan, Soraya Arnelas, Rosario Mohedano, María José Santiago y Lila Downs.
| Gala de Andalucía 2008 Artistas: Melocos, Adrede, Algunos Hombres Buenos, Jacobo Fonseca, Juan Valderrama, Hugo Salazar, Vanesa Martín, Chenoa, María Isabel, Joana Jiménez, Moncho y Tati Román, Melendi, Tamara, Antonio Orozco, Conchita, David Bustamante, Hijos de Leyenda, El Arrebato, Antonio Cortés, Manu Sánchez, Pastora, Soraya Arnelas, Los Morancos, Andy y Lucas, Sergio Dalma, Pastora Soler, Merche, Estopa, Manuela Carrasco, Kiko y Shara, Sergio Contreras, Esperanza Fernández, La Banda, Manu Tenorio, Rosario Flores, Guillermo Cano y Queco.
| Gala de Andalucía 2009 Artistas: Tom Jones, Pasión Vega, Rosa López, David Bisbal, David Bustamante, Marina Heredia, La Oreja de Van Gogh, Carlos Baute, Andy y Lucas, Niña Pastori, Mojinos Escozíos, Falete, María Pagés, Macaco, Arcángel, Beatriz Luengo, Nena Daconte, Carmen Linares, Álex Ubago, Soraya Arnelas, Manuel Carrasco, Diana Navarro y Amaia Montero.
Éxitos de una Década Artistas: David Bisbal, Pastora Soler y Tomasito, Papá Levante, David Civera, Paulina Rubio, El Canto del Loco, David DeMaría, Miguel Bosé, Chambao, Camela, Azúcar Moreno, Lolita, Rosa López, Carlos Baute, Navajita Plateá, Merche, Sergio Dalma, José Mercé, Marta Sánchez, Antonio Orozco y Chenoa.
| Gala de Andalucía 2019 Artistas: David DeMaría, Vanesa Martín, Manuel Carrasco, Pastora Soler, Merche, María Parrado, No me pises que llevo chanclas, Familia Fernández, Arcángel, Argentina, Joana Jiménez, Marta Quintero, Dorantes, Medina Azahara, Javier Ruibal, Gemeliers, Natalia, Lérica, Marta Soto, Antonio José, Zenet, Siempre Así, Sergio Contreras, Fernando Caro, DeMarco, Ana Mena, Erika Leiva, Luz Casal y Sweet California.

## Reconocimientos
- Medalla de Andalucía (2024), por su labor en el programa La tarde, aquí y ahora.[15]